# Зинн, Уолтер
Уолтер Генри Зинн (англ. — Walter Henry Zinn, 10 декабря 1906 — 14 февраля 2000) — американский физик-ядерщик канадского происхождения, первый директор Аргоннской национальной лаборатории с 1946 по 1956 год. Он работал в Металлургической лаборатории Манхэттенского проекта во время Второй мировой войны и руководил строительством Чикагской поленницы-1 в Чикагском университете, первого в мире ядерного реактора, который вошел в критическое состояние 2 декабря 1942 года. В Аргоннской национальной лаборатории он спроектировал и построил несколько новых реакторов, в том числе запустил 20 декабря 1951 года первый экспериментальный ядерный реактор, производящий электроэнергию.

## Ранние годы и образование
Уолтер Генри Зинн родился в канадском городе Берлин (ныне Китченер), Онтарио, 10 декабря 1906 года в семье Джона Зинна, работавшего на шинном заводе, и Марии Анны Стоскопф. Его старший брат Альберт по стопам отца стал фабричным рабочим.
Зинн поступил в Университет Куинс, где получил степень бакалавра по математике в 1927 году и степень магистра искусств в 1930 году. Затем он поступил в Колумбийский университет в 1930 году, где изучал физику, и защитил докторскую диссертацию, которая впоследствии была опубликована в журнале Physical Review.
Зинн преподавал в Королевском университете с 1927 по 1928 год и в Колумбийском университете с 1931 по 1932 год. В 1932 году он стал преподавателем в Городском колледже Нью-Йорка. Во время учебы в Университете Куинс он познакомился с однокурсницей Дженни Смит. Они поженились в 1933 году. У четы Зиннов родилось двое сыновей — Джон Эрик и Роберт Джеймс. 
В 1938 году Зинн стал натурализованным гражданином США.

## Манхэттенский проект
В 1939 году Физические лаборатории Пупина (Pupin Physics Laboratories) в Колумбии, где работал Зинн, были центром интенсивных исследований свойств урана и ядерного деления, недавно открытых Лизой Мейтнер, Отто Ханом и Фрицем Штрассманом. В Колумбийском университете Зинн, Энрико Ферми, Герберт Андерсон, Джон Даннинг и Лео Силард исследовали, делится ли изотоп уран-238 под действием медленных нейтронов, как считал Ферми, или только изотопом урана-235, как полагал Нильс Бор. Поскольку чистый изотоп урана-235 отсутствовал, Ферми и Силард решили работать с природным ураном. Их особо интересовал способ начать цепную ядерную реакцию. Такой процесс потребует в среднем испускания более одного нейтрона за одно деление, чтобы цепная реакция продолжалась. К марту 1939 года они установили, что в за одно деление испускается в среднем около двух ядер. Задержка между поглощением атомом нейтрона и возникновением деления будет ключом к управлению цепной реакцией.
В этот момент Зинн сотрудничал и Ферми, конструируя экспериментальные урановые решеточные модели. Для замедления нейтронов требовался замедлитель. Вода была первым выбором Ферми, но она имела тенденцию поглощать нейтроны помимо их замедления. В июле Силард предложил использовать углерод в виде графита. Критический радиус сферического реактора был рассчитан по следующей формуле:
{\displaystyle R_{crit}=-{\frac {\pi M}{\sqrt {k-1}}}}
Для того чтобы удалась самоподдерживающаяся ядерная цепная реакция, требовалось значение k > 1. Для практической конфигурации реактора это значение должно быть стать как минимум на 3-4 % больше единицы, но в августе 1941 года первоначальные эксперименты Зинна показали разочаровывающее значение, составляющее 0,87. Ферми возлагал надежды на более чистый уран и графит.

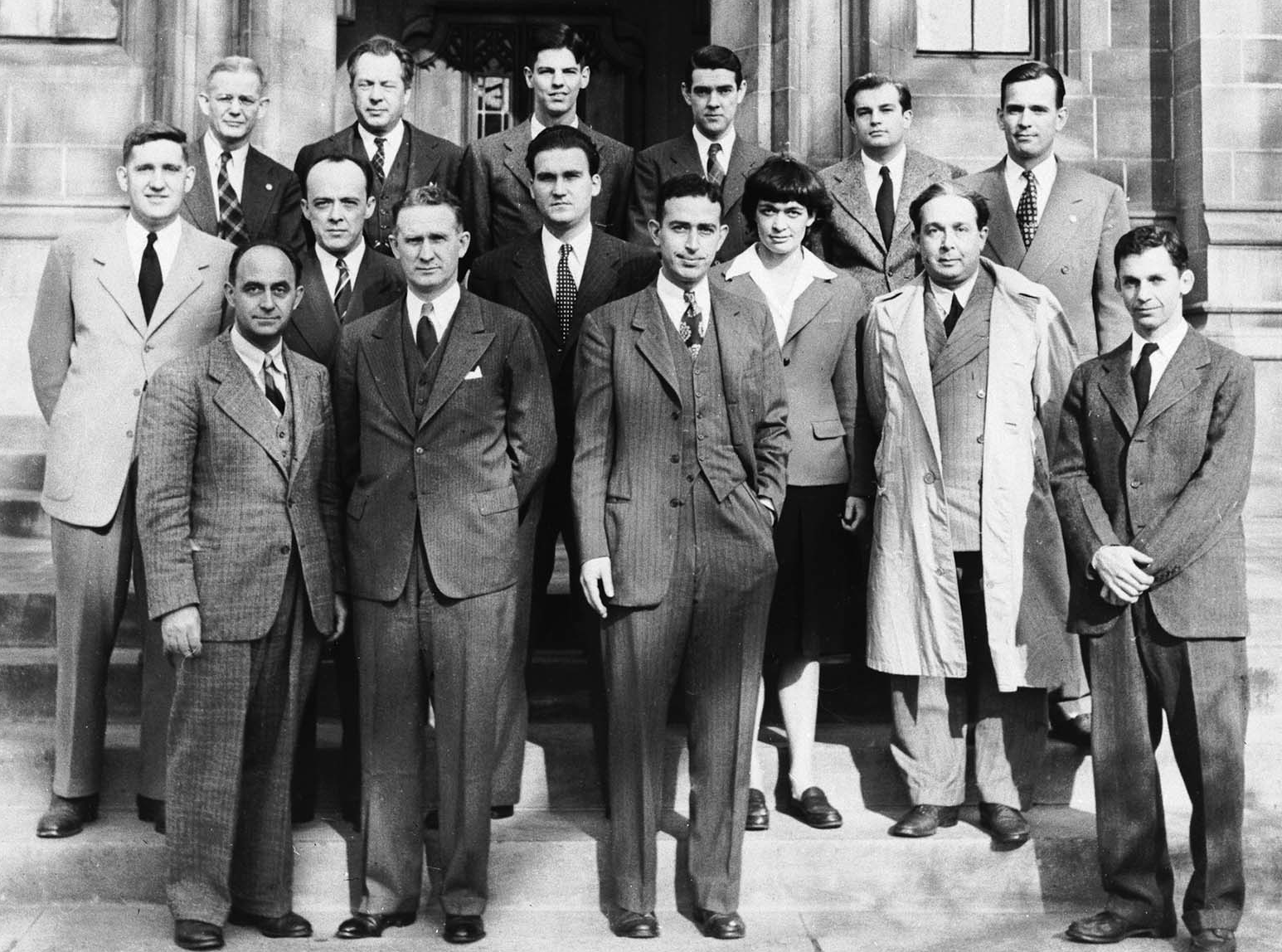
Команда реактора «Чикагская поленница» из Чикагского университета. Уолтер Генри Зинн — на переднем ряду второй слева.

В начале 1942 года, когда Соединенные Штаты вступили во Вторую мировую войну, Артур Комптон сконцентрировал группы Манхэттенского проекта, работавшие над плутонием, в Металлургической лаборатории Чикагского университета. Зинн воспользовался помощью спортсменов для создания все более крупных экспериментальных конструкций Ферми под трибунами заброшенного стадиона Стэгг Филд. В июле 1942 года Ферми достиг значения коэффициента k = 1,007, благодаря использованию решетки из оксида урана. Родилась надежда, что чистый уран даст подходящее значение k. К декабрю 1942 года Зинн и Андерсон подготовили новое сооружение на Стэгг-Филд. Оно составляло примерно 24 фута (7,3 м) в длину, 24 фута (7,3 м) в ширину и 19 футов (5,8 м) в высоту, вмещая 385,5 тон графита, 46.5 тон металлического урана и оксида урана. Когда эксперимент проводился во второй половине дня 2 декабря 1942 года, реактор, известный как «Чикагская поленница-1», достиг критического уровня без каких-либо происшествий. Поскольку у реактора не было радиационной защиты, он работал на мощности не более 200 Вт, достаточной для питания лампочки. Реактор проработал всего три месяца. Он был остановлен 28 февраля 1943 года, поскольку армия США не хотела рисковать возможностью катастрофы вблизи густонаселенного центра Чикаго.
Армия арендовала 1000 акров (400 га) лесного заповедника округа Кук, известного как «Площадка А» для Манхэттенского проекта и территорию для проживания примерно ста ученых и иного персонала. Зинн был назначен ответственным за «Площадку А» под командованием Ферми. Чикагская поленница-1 была разобрана и переустановлена в «Площадке А» теперь с оборудованной с радиационной защитой. Реактор, теперь известный как «Чикагская поленница-2», заработал 20 марта 1943 года. Через несколько месяцев Ферми приступил к проектированию реактора совершенно нового типа, который стал известен как «Чикагская поленница-3». Он был намного меньше — всего 6 футов (1,8 м) в диаметре и 9 футов (2,7 м) в высоту, питался от 120 стержней металлического урана и замедлялся 4,500 литрами тяжёлой воды. Зинн возглавил строительство в первый же день 1944 года. 15 мая 1944 года электростанция «Чикагская поленница-3» пришла в критическое состояние и 23 июня заработала на полную мощность, составляющую 300 кВт. Когда Ферми отправился в Хэнфордский комплекс, Зинн остался руководить «Площадкой А».
29 сентября 1944 года Зинну экстренно позвонил Сэмюэл Эллисон, директор Металлургической лаборатории. Реактор B в Хэнфорде остановился после выхода на полную мощность, но через несколько часов снова заработал. Норман Хилберри подозревал, что виноват поглотитель нейтронов. Его период полураспада составлял около 9,7 часов. Ксенон-135 имел сходный период полураспада, но отсутствовал в Аргонне и на графитовом реакторе Х-10 в Ок-Ридже, штат Теннесси. Зинн быстро вывел «Чикагскую поленницу-3» на полную мощность и в течение двенадцати часов провел серию измерений, подтвердивших результаты Хэнфорда.
В последующие месяцы около 175 технических сотрудников перешли из Металлургической лаборатории в Хэнфорд и Лос-Аламос. Аргоннская лаборатория Зинна сократилась до минимума, но Комптон не одобрил ее закрытия.

## Аргоннская национальная лаборатория

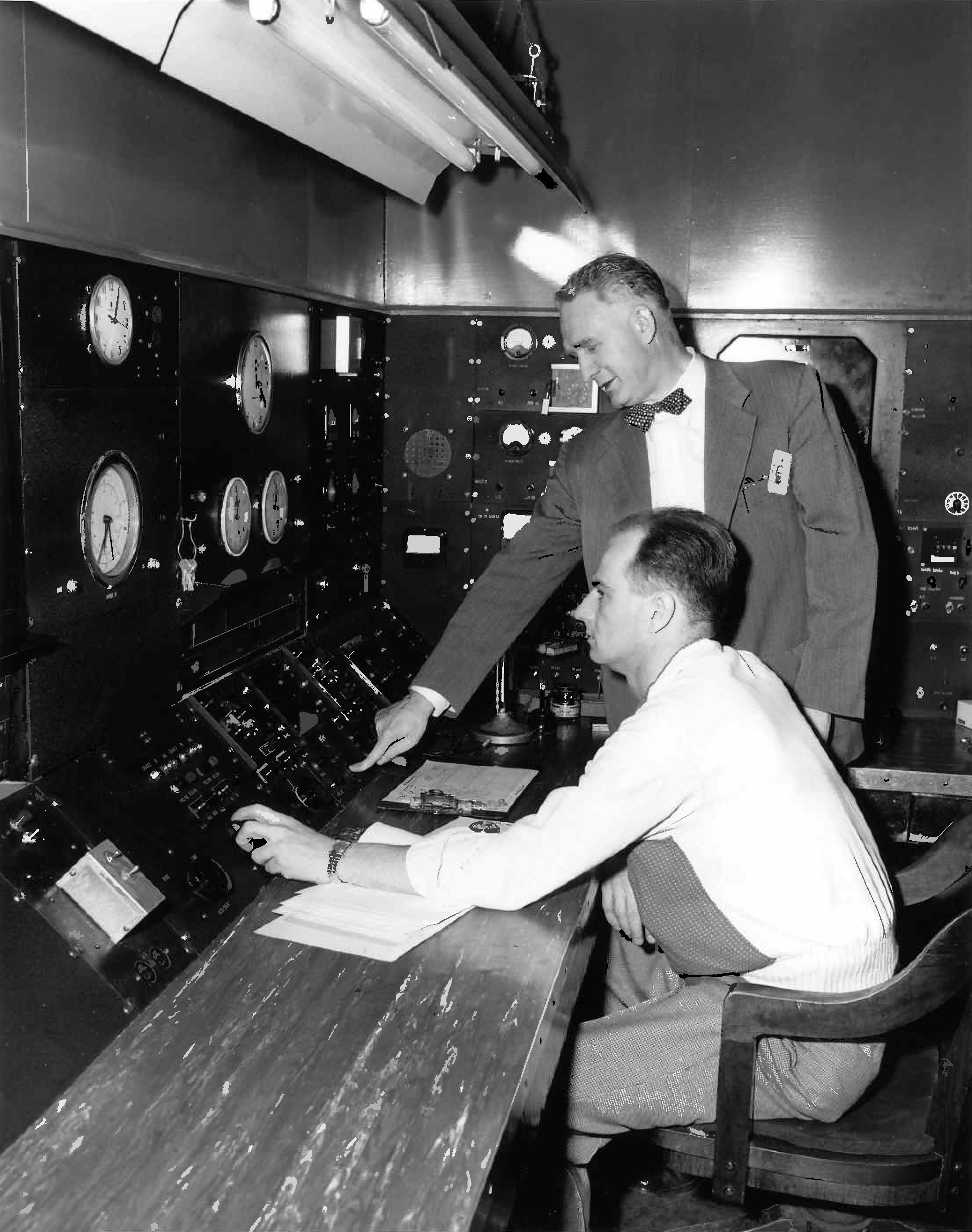
Зинн (стоит) нажимает кнопку, которая навсегда закрывает блок «Чикагская поленница-3»

11 июля 1946 года Аргоннская лаборатория официально стала Аргоннской национальной лабораторией, а Зинн стал ее первым директором. Элвин Вайнберг охарактеризовал его как «образцового директора новых национальных лабораторий: чувствительного к чаяниям подрядчика и поставщика, но достаточно самостоятельного, чтобы добиться своего, когда это необходимо».
Одной из первых задач Зинна была проблема размещения. Федеральное правительство пообещало вернуть «Площадку А» лесным заповедникам округа Кук после войны, и, несмотря на вмешательство военного министра США Роберта Паттерсона, самое большее, на что Комиссия лесных заповедников округа Кук согласилась, это позволить Аргоннской национальной лаборатории продолжать занимать часть арендованного земельного участка до тех пор, пока не будет найден новый. Зинн отверг альтернативные места за пределами Чикаго, и армия нашла новое место для размещения лаборатории на расстоянии 5 миль (8,0 км) в округе Дюпейдж, штат Иллинойс. Новая территория стала известно как Зона D.
При Зинне Аргоннская национальная лаборатория изменила практику найма сотрудников. Три афроамериканки и семь мужчин, шестеро из которых работали над Манхэттенским проектом, работали в исследованиях в Аргонне в то время, когда в Лос-Аламосской национальной лаборатории не было афроамериканских ученых. Аргонн также назначил женщин на руководящие должности: Марию Гепперт-Майер — руководителем отдела теоретической физики, а Хойланде Янг — директором отдела технической информации.
Комиссия по атомной энергии (AEC) пришла на смену Манхэттенскому проекту 1 января 1947 года. 1 января 1948 г. Комиссия объявила, что Аргоннская национальная лаборатория будет заниматься разработкой реакторов. Зинн не стремился к дополнительной ответственности, которая отвлекла бы его Лабораторию от исследований и проектирования реактора-размножителя. Об этом он получил письменное заверение от Кэрролла Л. Уилсона, генерального директора AEC и согласился сотрудничать с Элвином Вайнбергом, чтобы позволить Ок-Риджской национальной лаборатории продолжать участвовать в проектировании реактора. Тем не менее, в 1949 году исследования реакторов составляли только половину бюджета лаборатории, а 84 % ее исследований были и вовсе засекречены.
Зинн не ладил с капитаном Хайманом Риковером, директором ядерной программы ВМС США, но оказывал помощь в разработке ядерной двигательной установки для целей флота. В конечном итоге были созданы два реактора — прототип наземного базирования Mark I и мобильный реактор Mark II. Водо-водяной ядерный реактор, разработанный в Аргонне, привел в действие первую атомную подводную лодку USS Nautilus и стал основой почти всех реакторов, установленных на военных судах.
Другим направлением разработки реакторов в Аргоннской национальной лаборатории и более близким сердцу Зинна, был быстрый реактор-размножитель. В то время считалось, что уран — дефицитный ресурс, поэтому было бы разумно использовать его наилучшим образом. Размножители были созданы для создания большего количества делящегося материала, чем они потребляли. К 1948 году он убедился, что строить большие экспериментальные реакторы недалеко от Чикаго было опасно, и AEC приобрела землю вокруг Арко, штат Айдахо, которая стала форпостом Аргонны. Экспериментальный реактор-размножитель I (EBR-I), но известный в Аргонне как «ZIP» — Адская груда Зинна) был первым реактором, охлаждаемым жидким металлом, и первым, производившим электричество. Председатель AEC Гордон Дин назвал его важной вехой в истории ядерной физики.
Дальнейшие эксперименты «БОРАКС» (BORAX) были серией разрушительных испытаний кипящих водо-водяных реакторов, проведенных Аргоннской национальной лабораторией в Айдахо. Испытание БОРАКС-1 проводилось под руководством Зинна в 1954 году. Он приказал снять стержни управления, чтобы продемонстрировать, что реактор остановится штатным образом, и к удивлениюЗинна, реактор немедленно взорвался с грохотом и высоким столбом темного дыма. Зинн крикнул Гарольду Лихтенбергу снова вставить стержни управления, но стержни к тому моменту уже взлетели на воздух. Позже Зинну пришлось давать показания об эксперименте перед Объединенным комитетом по атомной энергии (Joint Committee on Atomic Energy).

## Дальнейшая жизнь
Покинув Аргоннскую национальную лабораторию в 1956 году, Зинн переехал во Флориду, где основал собственную консалтинговую фирму General Nuclear Engineering со штаб-квартирой в Данидине. Компания занималась проектированием и строительством реакторов с водой под давлением. Фирма была приобретена компанией Combustion Engineering в 1964 году, и Зинн стал вице-президентом и главой ее ядерного подразделения. Он ушел с этой должности в 1970 году, но оставался членом совета директоров до 1986 года. Зинн был членом Президентского научно-консультативного комитета с 1960 по 1962 год, а также членом Генерального консультативного комитета AEC и его преемника, Управления энергетических исследований и разработок (Energy Research and Development Administration), с 1972 по 1975 год.
Зинн получил ряд наград. Среди них благодарность от AEC в 1956 году, Премия «За мирный атом» (Atoms for Peace) в 1960 году, премия Энрико Ферми в 1969 году и медаль Эллиота Крессона от Института Франклина в 1970 году. В 1955 году он был избран первым президентом Американского ядерного общества (АНС).
Жена Зинна Джин умерла в 1964 году. В 1966 году Зинн женился на Мэри Пратт, у которой было два сына — Уоррен и Роберт Джонсоны. 14 февраля 2000 года Зинн умер после инсульта в сельской больнице Миз (Mease Countryside Hospital) в Сейфит-Харбор, Флорида. У него остались жена Мэри, сыновья Джон и Роберт, пасынок Уоррен. Его сын Роберт стал профессором астрономии в Йельском университете.

## Премия Уолтера Зинна
С 1976 года Отдел эксплуатации и энергетики Американского ядерного общества ежегодно вручает Премию Уолтера Зинна «за заметный и устойчивый вклад в ядерную энергетику, который не получил широкого признания».